# Рубці (станція)
Рубці́ — вантажно-пасажирська залізнична станція Куп'янської дирекції Південної залізниці.
Розташована неподалік від села Рубці, Краматорського району, Донецької області на лінії Куп'янськ-Вузловий — Тропа між зупинними пунктами Овочева (3 км) та Яцька (2 км).
Станом на травень 2019 року щодоби три пари приміських електропоїздів здійснюють перевезення за маршрутом Куп'янськ-Вузловий — Святогірськ.